# 舊米希納
49°32′51″N 26°09′28″E / 49.54750°N 26.15778°E
舊米什奇納（羅馬化：Staromishchyna）是烏克蘭特諾皮爾州特諾皮爾區皮德沃洛奇斯克市鎮的村莊。該村始建於1599年，面積2.25平方公里，2001年人口827，人口密度每平方公里367.6人。